# Hipótesis de 1421

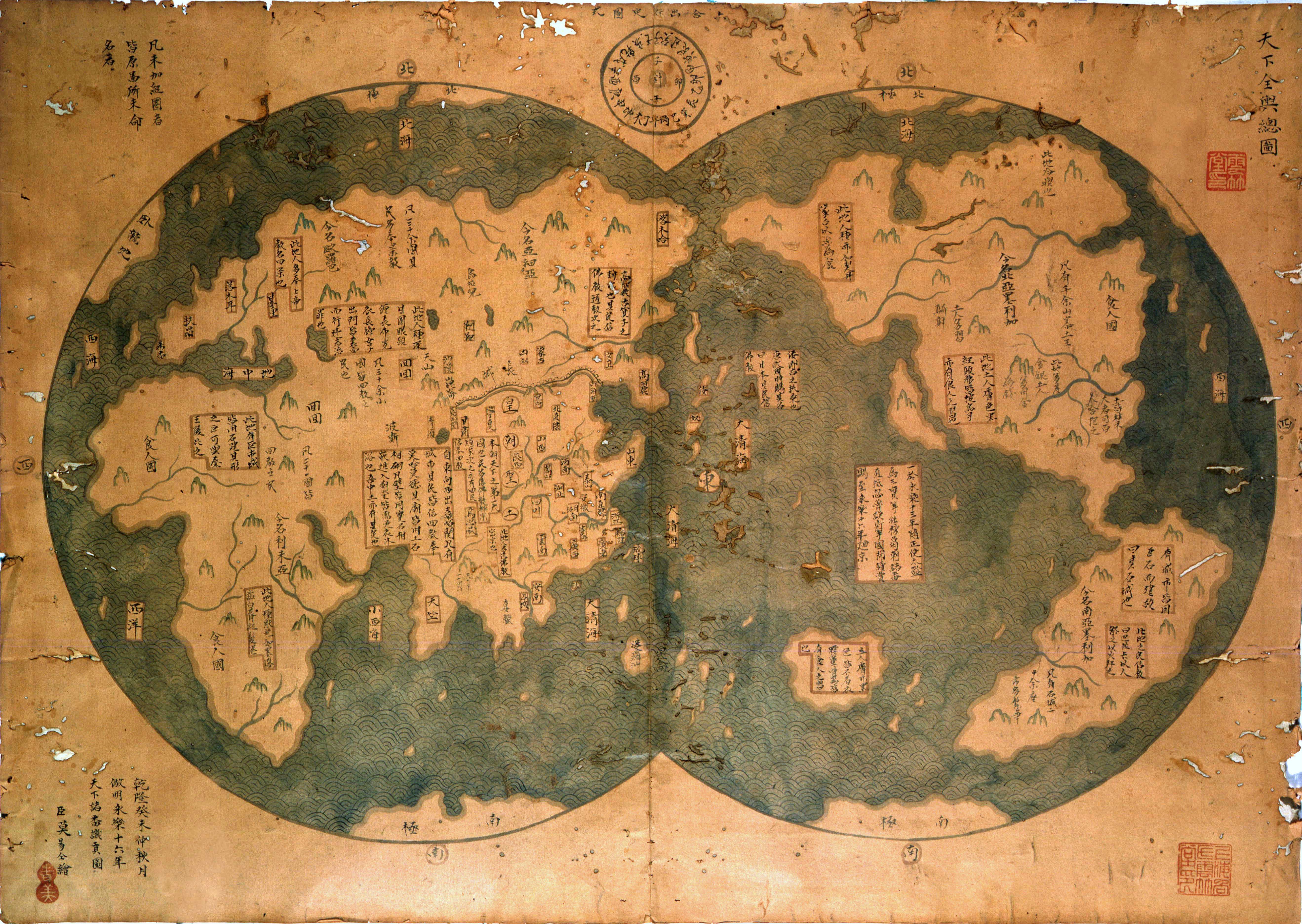
Mapa de 1763 supuestamente copiado de uno del, el cual era atribuido a Zheng He y en el que aparecen América y Oceanía unos setenta años antes de la llegada de Cristóbal Colón.

La Hipótesis de 1421 es una teoría pseudohistórica elaborada por el marino británico Gavin Menzies la cual afirma que el explorador chino Zheng He circunnavegó el globo y descubrió América a principios del siglo XV, antes que Cristóbal Colón y Fernando de Magallanes. La hipótesis ha sido rechazada por historiadores.

## Características
Menzies sostiene que en el siglo XV la ingeniería naval china era la más avanzada del mundo. Los juncos eran mucho más grandes y resistentes que los barcos europeos y contaban con avances técnicos desconocidos en Occidente, como el timón fenestrado y los mamparos para impedir los hundimientos.
Entre las pruebas que aporta Menzies se encuentran una escultura de la dinastía Ming encontrada en Kenia, y ejemplares de porcelana china encontrados en lugares como Perú y California.
Las bitácoras escritas por Zheng He detallan las distancias recorridas por la flota en los siguientes términos: 

...navegamos más de 100 000 Lis (medición china) de vastos mares [...] a lo lejos hemos visto regiones bárbaras.
Zheng He

Teniendo en cuenta que 100 000 Lis son aproximadamente 48 000 km, la distancia referida en las bitácoras de Zhenh He equivalen a ir y volver desde el puerto de Nankín al continente americano.
Gavin Menzies aporta otros argumentos para apoyar su hipótesis de un viaje de tal magnitud, como que muchos pueblos a lo largo del mundo recuerdan una visita de "hombres amarillos" o que los animales endémicos de Asia que habitan hoy en día en América. Sostiene también que varios cartógrafos europeos tomaron contacto con un mapa chino traído por muchas manos hasta Europa e incluso pudo ser en lo que se basó Cristóbal Colón para emprender y lograr su viaje al Nuevo Mundo.
Quienes defienden esta hipótesis argumentan que China ya era una potencia marítima en el siglo XV, posiblemente con la mejor industria naval de su época. Muestra de ello son las notables y extraordinarias exploraciones navales que llegó a realizar el almirante Zheng He, de quien se acepta por consenso que exploró la península arábiga y África Oriental, pero también se discute la posibilidad de que hubiera llegado hasta Australia.
Otro punto de argumento de esta hipótesis es que en el siglo XV China estaba más avanzada tecnológicamente que Europa. La investigadora Rita Feodrippe dice sobre esto: “Tecnológicamente hablando, China estaba en condiciones de llegar a América u otras tierras, y ni siquiera podemos descartar que esto haya sucedido”. Otro punto a considerar sería que los chinos, por lo dicho, tuvieran más experiencia en la navegación que los europeos.
En 2006 un abogado de nombre Liu Gang exhibió a la prensa un mapa con los cinco continentes fechado de 1763, pero con una anotación que decía reproducir a uno de 1418. Según algunos académicos, varias dinastías chinas estuvieron interesadas en la exploración del mundo por fines de comercio, y contaban con los medios y recursos para hacerlo.
En 2015 el investigador John Ruskamp afirmó el hallazgo de petroglifos y pictogramas asiáticos en el estado de Nuevo México, con datación de 2,500 años (Siglo XIII a. C.), aunque solo la mitad de ellos podrían identificarse como escritura china, de la época de la dinastía Shang. El trabajo de Ruskamp ha sido respaldado por otros investigadores como Dennis Stanford y David Keightley, experto en civilización china neolítica de la Universidad de California.

## Controversia
Esta hipótesis de 1421 ha encontrado poco apoyo entre los historiadores académicos. La mayor parte de la comunidad académica occidental considera que las afirmaciones de Menzies son puramente especulativas y no se basan en hecho alguno. Se considera por ende que Zheng He solo exploró el océano Índico, llegando hasta lugares tan lejanos como África Oriental, e incluso hasta el canal de Mozambique.
Los historiadores occidentales aceptan que los documentos escritos demuestran sin lugar a dudas que Zheng He con la Flota del Tesoro llegó hasta África, pero sostienen que no hay mención explícita de un viaje más largo. Aducen que los registros chinos en esa época eran exhaustivos y que la omisión sería poco probable.
Sobre los barcos chinos de la llamada Flota del Tesoro, los historiadores occidentales aceptan que eran mucho más grandes que los europeos, pero sostienen que eran muy lentos y poco maniobrables, que navegaban cerca de la costa y que su funcionalidad en el océano a miles de kilómetros de la costa con fuertes oleajes es dudosa.
Entre los historiadores occidentales que consideran que Menzies probó la llegada de los chinos a América antes de que lo hicieran los europeos, se encuentra el historiador argentino-mexicano Enrique Dussel.